# Stedfortræderkrig
En stedfortræderkrig (fra engelsk proxy war) er en krig, der officielt er mellem to parter, men hvor disse parter hver især er allieret med eller støttet af andre, større magter, der bruger krigen til at rykke magtbalancen mellem stormagterne. Under Den kolde krig støttede USA således ofte én part i en krig, mens Sovjetunionen støttede modparten.
Mange mente, at de to lande kun gik ind i disse stedfortræderkrige, fordi den anden part havde et interesseområde her.